# Pseudopanthera himaleyica
Pseudopanthera himaleyica är en fjärilsart som beskrevs av Vincenz Kollar 1848. Pseudopanthera himaleyica ingår i släktet Pseudopanthera och familjen mätare. Inga underarter finns listade.